# Kate Allenby
Katherine Fiona Allenby MBE (Tavistock (Devon), 16 de março de 1974) é uma ex-pentatleta britânica, medalhista olímpica e campeã mundial por equipe. 

## Carreira
Kate Allenby representou seu país nos Jogos Olímpicos de 2000 e 2004, na qual conquistou a medalha de bronze, no pentatlo moderno, em 2000.